# Ditassa cordeiroana
Ditassa cordeiroana är en oleanderväxtart som beskrevs av J. Fontella Pereira. Ditassa cordeiroana ingår i släktet Ditassa och familjen oleanderväxter. Inga underarter finns listade i Catalogue of Life.